# 久度神社 (王寺町)
久度神社（くどじんじゃ）は、奈良県北葛城郡王寺町にある神社。
式内社で旧社格は、村社。延喜式には、久度神社(クトノジンジャ)と記されている。

## 概要
続日本紀に、延暦二年(783年)に、官社に列せられたとあり、従五位下という神位を賜る。延喜式神名帳にも「大和国平群郡久度神」と、載っている。
また、延暦十三年(794年)平安遷都に際し創建された、京都市北区の平野神社(旧官幣大社)第二座に、当社から遷されて久度神が祀られている。
祭神は、久度大神・八幡大神・住吉大神・春日大神。
なお、明治の神社明細帳には、「久度神」は記されていなかったが、昭和四十三年に、平野神社(旧官幣大社)より久度の神を迎え、元の御座である久度神社の本殿に、お祀りされた。
久度大神は、竃神である。
なお、神社の石燈籠の中で、最も古いものは、南北朝時代の暦応元年(1338年)の石燈籠で、文明八年(1476年)の箱書をもつ春日曼荼羅が、奈良国立博物館に寄託されている。

## アクセス
JR西日本、および近鉄「王寺駅」北側を、西に徒歩約10分。